# Никола Покривач
Никола Покривач (Чаковец, 26. новембар 1985 — Карловац, 18. април 2025) био је хрватски фудбалер. Играо је у одбрани и задњег везног.

## Каријера
Фудбал је почео да игра у родном Чаковцу, касније је прешао у фудбалску школу Вартекс у суседном Вараждину, где је 2004. године започео професионалну каријеру. За Вартекс је дебитовао 7. августа 2004. године, а са њима је учествовао у Интертото купу 2005. и у квалификацијама за Куп УЕФА 2006. године. Почетком 2007. године прешао је у Динамо Загреб, где је исте године освојио првенство и Куп Хрватске, а учествовао је и у квалификацијама за Лигу шампиона и групној фази Купа УЕФА. Дана 30. јануара 2008. године прешао је у Монако, где је дебитовао 23. фебруара исте године на утакмици против Пари Сен Жермена.
Дана 24. августа 2009. године потписао је трогодишњи уговор са аустријским клубом Ред бул Салцбург. Од 16. августа 2011. године вратио се у Динамо Загреб. Током зимског прелазног рока сезоне 2012/13, Покривач је позајмљен Интеру из Запрешића. Дана 7. јуна 2013. године, потписао је двогодишњи уговор са Ријеком. Од 6. јуна 2014. године је играо за карагандски Шахтјор.
Од 2001. године играо је за омладинску и јуниорску репрезентацију, а 5. маја 2008. године први пут је позван у А репрезентацију Хрватске, где је дебитовао 24. маја 2008. године, у пријатељској утакмици против репрезентације Молдавије у Ријеци. Био је учесник Европског првенства 2008. године.

## Успеси
Межимурје Чаковец
- Друга ХНЛ: 2003/04.

Динамо Загреб
- ХНЛ: 2006/07,  2007/08, 2011/12.
- ХНК: 2007, 2008, 2012.

Ред Бул Салцбург
- Бундеслига Аустрије: 2009/10.

Ријека
- ХНК: 2014.

## Приватни живот
Био је ожењен Катарином Покривач, са којом је имао једну ћерку. Дијагностикован му је Хоџкинов лимфом и био је на лечењу.
Увече 18. априла 2025. године, Покривач је погинуо у тешкој саобраћајној несрећи у близини Карловца у којој су учествовала четири аутомобила. Две особе (укључујући Покривача) су погинуле, док су три друге хоспитализоване са тешким повредама.